# پیمان پکن
پیمان پکن (انگلیسی: Convention of Peking) (یا اولین پیمان پکن) شامل سه معاهده نابرابر است که در سال ۱۸۶۰ بین چینِ سلسله چینگ و بریتانیا، فرانسه و روسیه امضا شد. این پیمان‌ها به دنبال جنگ دوم تریاک و اشغال پکن توسط نیروهای متحد انگلیس و فرانسه منعقد شدند.

## پیش‌زمینه
این معاهده‌ها پس از شکست چین در برابر بریتانیا و فرانسه در جنگ دوم تریاک (۱۸۵۶–۱۸۶۰) و اشغال پکن توسط نیروهای متحد، که منجر به سوزاندن کاخ تابستانی شد، تحمیل گردید. پرنس گونگ، از جانب چین، ناچار به امضای این معاهده‌ها با لرد الگین نماینده بریتانیا و ژان باپتیست گرو نماینده فرانسه شد.
این پیمان به بخش دوم جنگ دوم تریاک پایان داد. بخش اول با معاهده تیانجین در سال ۱۸۵۸ به پایان رسیده بود.

## مفاد
مهم‌ترین نکات آن پیمان عبارت بودند از:
- بریتانیا، فرانسه، ایالات متحده آمریکا و روسیه حق داشتن نمایندگی‌های دائمی سفارتخانه‌ها در پکن را به دست آوردند.
- یازده بندر جدید برای تجارت خارجی باز شدند.
- یانگ‌تسه‌کیانگ تا هانکو برای کشتی‌های خارجی قابل دسترسی شد.
- چین ملزم به پرداخت خسارت‌های قابل توجه به بریتانیا، فرانسه و تاجران بریتانیایی شد.
- خارجی‌ها حق سفر در داخل کشور چین را با دریافت مجوز سفر به دست آوردند. این نکته برای گسترش مأموریت‌های مذهبی در چین بسیار حائز اهمیت بود.
- آزادی مذهبی مسیحیان در چین تأیید شد.
- تجارت تریاک قانونی شد.

در دربار امپراتوری در پکن تمایلی به اجرای این اقدامات وجود نداشت. نتیجه این شد که بریتانیایی‌ها و فرانسوی‌ها دو سال بعد پکن را اشغال کردند. امپراتور و بیشتر دربار به رهه در شمال دیوار بزرگ چین گریختند. پرنس گونگ، نابرادری امپراتور، مذاکرات جدید با بریتانیایی‌ها و فرانسوی‌ها را هدایت کرد که به پیمان پکن منجر شد.

## نکات تکمیلی
در این معاهده، متن تعیین‌شده در معاهده تیانجین با نکات زیر تکمیل شد:
- بخش جنوبی شبه‌جزیره کاولون همراه با جزیره استون‌کاترز به بریتانیا واگذار شد.
- تیانجین به فهرست بندرهای معاهده اضافه شد.
- خسارت‌های توافق‌شده در معاهده تیانجین که چین باید به فرانسه و بریتانیا پرداخت می‌کرد، دو برابر شد.
- اموال سازمان‌های کاتولیک رومی که اوایل قرن نوزدهم مصادره شده بودند، باید از طریق نمایندگی فرانسوی در چین به مالکین بازگردانده می‌شد. این اقدام، وضعیت فرانسه به عنوان اولین حامی منافع مسیحی و به‌ویژه کاتولیک رومی در چین را که از زمان معاهده وامپوآ در ۱۸۴۴ هدف فرانسه بود، تأیید کرد.
- رویه‌هایی برای صدور مجوز سفر برای افرادی که در مأموریت‌های کاتولیکی در چین در دوره ۱۸۰۰–۱۹۱۱ و مأموریت‌های مذهبی در چین تا ۱۹۱۱ مشارکت داشتند، تنظیم شد تا بتوانند در سراسر چین به فعالیت بپردازند.

## پیامدها
این معاهده‌ها منجر به از دست رفتن حاکمیت چین بر بخش‌های وسیعی از سرزمین‌ها و اعمال کنترل بیشتر بیگانگان بر تجارت و امور داخلی این کشور شدند و در زمره معاهدات نابرابر علیه چین قرار گرفتند.